# Въстание на Константин и Фружин
Въстанието на Константин и Фружин започнало през 1404 или 1408 г. е военна кампания за отхвърляне на османското господство в Източните Балкани. Сведенията за нея са доста оскъдни и подробностите продължават да бъдат обект на дискусии сред историците. Почти нищо не се знае за хода на действията; спорни са въпросите за годините на началото и края, за точния район на разпространение и т.н. Сърби, унгарци и власи взимат участие във въстанието на страната на Константин и Фружин.
В 1403 – 1404 владетелите на застрашените Унгария, Сърбия, Босна, Влашко сключват военен съюз воден от бъдещия император Сигизмунд I. Към този съюз се присъединяват Константин II Асен (син на видинския цар Иван Срацимир) и неговият първи братовчед княз Фружин (син на цар Иван Шишман). Възползвайки се от вътрешната криза в Османската империя през 1408 г., те прогонват турците от Видин. Подпомогнати от влашкия войвода Мирчо Стари, а по-късно от босненския крал Остоя и унгарския владетел Сигизмунд, те вдигат в Тимошко и Пиротско първото въстание против османското владичество на Балканския полуостров. Въстанието първоначално имало успех, но през 1409 Баязидовият син Сюлейман обаче успял да изтласка въстаналите войски към долината на река Морава, където им нанесъл поражение.
Според други източници въстанието продължило доста по-дълго и било потушено през 1413 край река Темска.